# Pałac Przezdzieckich w Warszawie
Pałac Przezdzieckich, pałacyk Przezdzieckich (także pałacyk Przeździeckich, pałacyk MSZ lub pałacyk na Foksal) – pałac znajdujący się przy ul. Foksal 6 w Warszawie.

## Historia

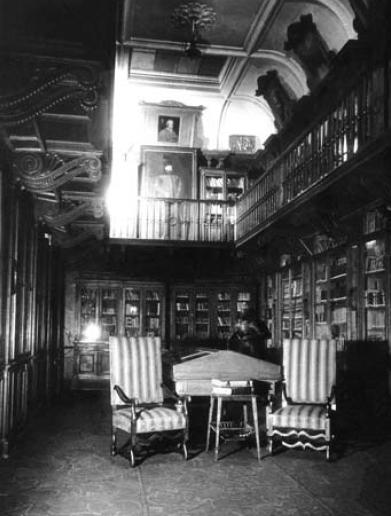
Biblioteka pałacu przed wybuchem II wojny światowej

Pałac wzniesiono według projektu Marcelego Berenta w latach 1878–1879 dla Konstantego Przezdzieckiego i jego żony Izabeli. Była to nieregularna, trzykondygnacyjna budowla w stylu neorenesansowym z tarasami. 
Pałac został powiększony w latach 1891–1892 o nowe skrzydło zbudowane według projektu Józefa Hussa. Znajdowała się w nim m.in. biblioteka Przezdzieckich, w której mieściły się cenne zbiory literatury kolekcjonowane od kilku pokoleń. Biblioteka była dostępna dla publiczności do wybuchu II wojny światowej.
Podczas obrony Warszawy, 25 września 1939, pałac zapalił się od bomb lotniczych. Zniszczeniu uległa większość przechowywanych w nim zbiorów. Ocalałe resztki kolekcji Przezdzieckich przeniesiono do oficyny sąsiedniego pałacu Zamoyskich.
Budynek został odbudowany w latach 1951–1953 według projektu Wojciecha Onitzcha i Mariana Sulikowskiego, jednak bez zachowania pierwotnego stylu. Pałac otrzymał fasadę z dwukondygnacyjną loggią na kolumnach jońskich.
Pałac został przekazany Ministerstwu Spraw Zagranicznych, swoją siedzibę znalazł tutaj Klub Dyplomatyczny. Pałac był miejscem, w którym odbywały się oficjalne przyjęcia dyplomatyczne oraz inne uroczystości organizowane przez MSZ. W 1995 w budynku mieściło się biuro prezydenta elekta Aleksandra Kwaśniewskiego, w 2005 prezydenta elekta Lecha Kaczyńskiego, a w 2015 prezydenta elekta Andrzeja Dudy.
W związku z odzyskaniem nieruchomości przez spadkobierców dawnych właścicieli, Ministerstwo miało opuścić pałac Przezdzieckich do końca 2014, jednak wynajmowało go do początku 2016, kiedy to w styczniu 2016 właścicielem pałacu został Roman Karkosik.